# K-1 World Grand Prix 2010 Final 16
K-1 World Grand Prix 2010 Final 16 (FieLDS K-1 World Grand Prix 2010 in Seoul FINAL 16) – gala eliminacyjna cyklu K-1 World GP. Wyłoniła ośmiu zawodników, którzy walczyli o mistrzostwo K-1 WGP podczas grudniowego Finału K-1 World GP 2010. 

## Uczestnicy
| Uczestnik        | Sposób kwalifikacji                                    |
| ---------------- | ------------------------------------------------------ |
| Semmy Schilt     | mistrz K-1 WGP 2009 / mistrz K-1 w wadze superciężkiej |
| Jérôme Le Banner | finalista z 2009 roku                                  |
| Alistair Overeem | finalista z 2009 roku                                  |
| Ewerton Teixeira | finalista z 2009 roku                                  |
| Errol Zimmerman  | finalista z 2009 roku                                  |
| Freddy Kemayo    | zwycięzca GP Europy Wschodniej                         |
| Ben Edwards      | zwycięzca GP Oceanii                                   |
| Kyotaro          | mistrz K-1 w wadze ciężkiej                            |
| Peter Aerts      | dzika karta                                            |
| Raul Cătinaş     | dzika karta                                            |
| Hesdy Gerges     | dzika karta                                            |
| Daniel Ghiță     | dzika karta                                            |
| Mighty Mo        | dzika karta                                            |
| Gökhan Saki      | dzika karta                                            |
| Ray Sefo         | dzika karta                                            |
| Tyrone Spong     | dzika karta                                            |

Wśród uczestników zabrakło trzech finalistów z 2009 roku: Badra Hari (z przyczyn nie podanych do wiadomości), Remy'ego Bonjasky'ego (z powodu operacji oka), a także Rusłana Karajewa (choroba), którego zastąpił Ray Sefo. Pierwotnie awizowany Andrej Arłouski, dla którego miał to być debiut w K-1, wycofał się z powodu złamania nosa na treningu. Zastąpił go Mighty Mo. 

## Walki
Walka otwarcia (3x3 min Ext.1R):
- Song Min-ho vs  Myung Hyun-man − Myung przez KO (prawy sierpowy), 0:35 1R

Super walki (3x3 min Ext.1R):
- Dževad Poturak vs  Chalid Arrab − Poturak przez TKO (poddanie przez narożnik), 0:06 3R
- Siergiej Charitonow vs  Takumi Sato − Charitonow przez KO (prawy sierpowy), 2:30 1R

Walki Final 16 (3x3 min Ext.2R):
- Tyrone Spong vs  Ray Sefo − Spong przez jednogłośną decyzję (30-27, 30-28, 30-28)
- Gökhan Saki vs   Freddy Kemayo − Saki przez KO (3 nokdauny), 2:14 1R
- Errol Zimmerman vs  Daniel Ghiță − Ghiță przez KO (prawy prosty), 0:18 2R
- Jérôme Le Banner vs   Kyotaro − Kyotaro przez TKO (Le Banner wycofał się z walki), 0:00 1Ext.R
- Peter Aerts vs  Ewerton Teixeira − Aerts przez jednogłośną decyzję po dodatkowej rundzie (30-30, 30-30, 30-29; 10-9, 10-9, 10-9)
- Mighty Mo vs  Raul Cătinaş − Mighty Mo przez jednogłośną decyzję (30-27, 30-27, 30-28)
- Semmy Schilt vs  Hesdy Gerges − Schilt przez niejednogłośną decyzję (30-28, 30-29, 29-30)
- Alistair Overeem vs  Ben Edwards − Overeem przez KO (3 nokdauny), 2:08 1R